# Leptogenys carinata
Leptogenys carinata är en myrart som beskrevs av Horace Donisthorpe 1943. Leptogenys carinata ingår i släktet Leptogenys och familjen myror. Inga underarter finns listade i Catalogue of Life.